# Scrisoare de mulțumire

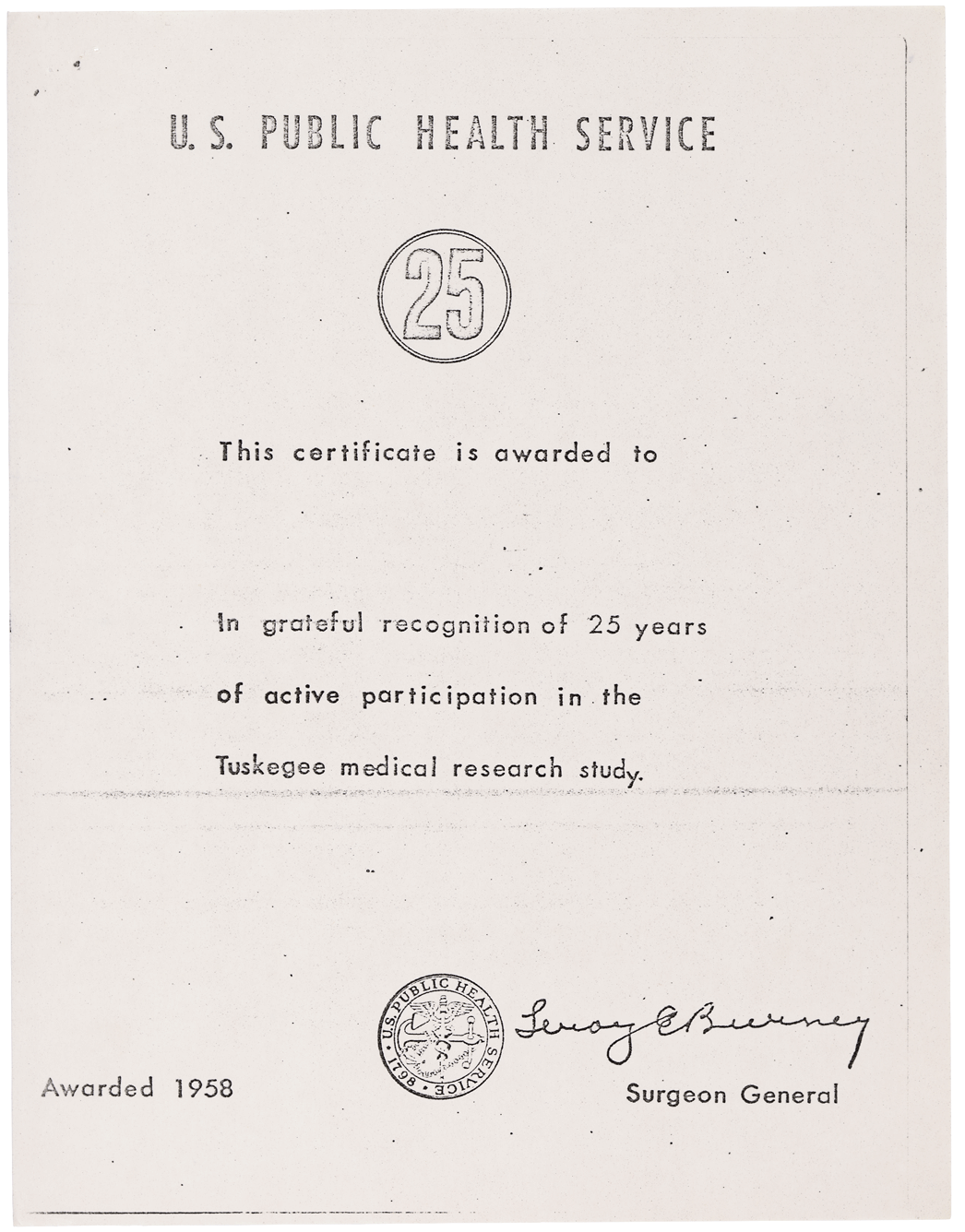
Scrisoare de mulțumire trimisă de către guvernul SUA către subiecții cercetării medicale Tuskegee Syphilis Study.

O scrisoare de mulțumire este o scrisoare care este trimisă de o persoană sau o instituție pentru a-și exprima aprecierea față de o anumită persoană. O scrisoare de mulțumire trebuie să fie scrisă ca o scrisoare personală sau scrisoare de afaceri standard și nu ar trebui să depășească o pagină. Scrisorile de mulțumire pot fi scrise de mână în cazurile în care destinatarul este un prieten, o cunoștință sau o rudă. Ele sunt denumite uneori scrisori de recunoștință. Aceste tipuri de scrisori de mulțumire sunt scrise de obicei ca scrisori de afaceri formale.

## Beneficiile scrisorilor de mulțumire
Mai multe agenții de știri importante au publicat recent articole în care evidențiază beneficiile exprimării mulțumirii prin intermediul unor scrisori de mulțumire scrise de mână. Mai mulți psihologi au examinat beneficiile fizice, emoționale și psihologice aduse de exprimarea recunoștinței. 